# Krivský potok (přítok Oravy)
Krivský potok je potok na dolní Oravě, v severovýchodní části okresu Dolný Kubín. Jde o levostranný přítok Oravy, měří 3,2 km a je tokem IV. řádu.

## Pramen
Pramení v jihozápadním výběžku Skorušinských vrchů, v geomorfologickém podcelku Kopec, severovýchodním svahu vrchu Blato (1 138,1 m n. m.) v nadmořské výšce přibližně 1 030 m n. m.

## Popis toku
Nejprve teče na sever, vytváří oblouk ohnutý na západ a při vrchu Blato přibírá vějíř krátkých přítoků, zleva ze severního svahu vrchu Blato a zprava ze západních svahů Kopce (1 251,3 m n. m.). Postupně přibírá dva levostranné přítoky z východního, resp. severního svahu Turínka (1 003,6 m n. m.), pravostranný přítok pramenící severozápadně od kóty 1 065,9 m a v lokalitě Capierka vytváří první kaskádu. Následně přibírá krátký pravostranný přítok (696,5 m n. m.) ze západního svahu Baní (943,4 m n. m.), stáčí se na severozápad a vícenásobně se vlní. Dále vstupuje do Oravské vrchoviny, v lokalitě Blatnické vytváří druhou kaskádu a pokračuje západní směrem. Zleva přibírá Smoleňovský potok (616,2 m n. m.), přítok ze severního svahu Lysce (943,6 m n. m.) a také přítok (577,6 m n. m.) z lokality Za lánmi. Pak protéká osadou Mlyn, kde z levé strany přibírá přítok z východního svahu Osičín (763,1 m n. m.) a obloukem se postupně stáčí na sever. Nakonec protéká obcí Krivá, v jejíž blízkosti ústí v nadmořské výšce cca 538 m n. m. do Oravy.